# Juan Gabriel en el Palacio de Bellas Artes
Juan Gabriel en el Palacio de Bellas Artes es el primer álbum en vivo del cantante y compositor mexicano Juan Gabriel, grabado en el Palacio de Bellas Artes de Ciudad de México del 9 al 12 de mayo de 1990, y publicado el 20 de diciembre del mismo año, por BMG Ariola.
La presentación convirtió a Juan Gabriel en el primer cantautor de música popular mexicana en presentarse en el Palacio de Bellas Artes con la Orquesta Sinfónica Nacional. 
El disco nominado a álbum pop del año en los Premios Lo Nuestro de 1992 y es considerado uno de los mejores álbumes del artista.

## Antecedentes y polémica
Juan Gabriel comenzó los noventa con la más famosa de sus presentaciones, la realizada en el Palacio de Bellas Artes de Ciudad de México en mayo de 1990, donde cantó acompañado por la Orquesta Sinfónica Nacional dirigida por Enrique Patrón de Rueda. 
Dicho concierto generó polémica,a pesar de considerar al cantante un artista popular, hubo quejas y peticiones de cancelar la presentación en el máximo recinto cultural de México. Víctor Flores Olea, director del Consejo Nacional para la Cultura y las Artes (Conaculta) apoyó la presentación y anunció que las ganancias se destinarían a la OSN.
El concierto se realizó con éxito, con la asistencia de diversas personalidades de la época, incluyendo a Cecilia Occelli, esposa del presidente Carlos Salinas de Gortari.
El recital se convertiría en el más famoso del cantante, pese a las críticas posteriores en los medios de comunicación. Posteriormente, en 1997, volvería a presentarse para la grabación del álbum Celebrando 25 años de Juan Gabriel: En concierto en el Palacio de Bellas Artes y una más en el año 2013 con la que celebró sus cuatro décadas con el disco Mis 40 en Bellas Artes. Único artista en repetir temporada en 3 ocasiones en dicho escenario. 
El disco es una fusión de sus más grandes éxitos y canciones famosas del repertorio latinoamericano, ensambladas bajo los arreglos de Eduardo Magallanes; Juan Gabriel fusiona ritmos, géneros y crea el considerado réquiem por excelencia, dicha presentación es considerada el epítome de todas las manifestaciones culturales de América Latina.

## Lista de canciones

### Disco 1[5]
Todas las canciones escritas y compuestas por Juan Gabriel. 
| N.º | Título                                                                                        | Duración |  |
| 1.  | «Obertura: No discutamos / Mi fracaso / Adiós, amor / Te vas»                                 | 4:26     |  |
| 2.  | «Yo te perdono»                                                                               | 4:10     |  |
| 3.  | «Yo no nací para amar»                                                                        | 6:18     |  |
| 4.  | «Popurrí No tengo dinero / Me he quedado solo / No se ha dado cuenta / Buenos días señor Sol» | 9:30     |  |
| 5.  | «Amor del alma»                                                                               | 3:36     |  |
| 6.  | «Ya lo sé que tú te vas»                                                                      | 8:50     |  |
| 7.  | «Se me olvidó otra vez»                                                                       | 3:40     |  |
| 8.  | «Me nace del corazón / La muerte del palomo»                                                  | 7:12     |  |
| 9.  | «No vale la pena»                                                                             | 2:32     |  |
| 10. | «Que te falta, mujer/ No te vaya a suceder/ Caray»                                            | 8:04     |  |
| 11. | «Inocente pobre amigo / Te lo pido por favor»                                                 | 8:40     |  |
| 12. | «Amor eterno»                                                                                 | 7:08     |  |

### Disco 2[5]
Todas las canciones escritas y compuestas por Juan Gabriel. 
| N.º | Título | Duración |  |
| 1.  | «Hasta que te conocí / La negra Tomasa / Danzando lambada / Caballo viejo / Bamboleo / Debo hacerlo / Hasta que te conocí / Adoro / Te dedico esta canción (Mi canción) / Cada quien su camino» | 25:55    |  |
| 2.  | «Ya no me vuelvo a enamorar / Quédate conmigo esta noche/ Tenías qué ser tan cruel» | 13:28    |  |
| 3.  | «De mí enamórate» | 5:22     |  |
| 4.  | «Mi más bello error» | 5:07     |  |
| 5.  | «Querida/ Contigo aprendí / Bonita / La diferencia / Qué te pasa/ Toda la vida/ Muévanse todos»                                                                                                 | 14:46    |  |
| 6.  | «Debo hacerlo» | 11:40    |  |
| 7.  | «La más querida» | 7:48     |  |
| 8.  | «Ya lo pasado, pasado» | 2:39     |  |
| 9.  | «Viva México / Guadalajara» | 6:50     |  |
| 10. | «Final: Adiós, amor, Te vas» | 4:14     |  |